# Eugenia neibensis
Eugenia neibensis är en myrtenväxtart som beskrevs av Joáo Rodrigues de Mattos. Eugenia neibensis ingår i släktet Eugenia och familjen myrtenväxter. Inga underarter finns listade i Catalogue of Life.